# Calymmodon persimilis
Calymmodon persimilis är en stensöteväxtart som först beskrevs av Carl Frederik Albert Christensen, och fick sitt nu gällande namn av Tag. Calymmodon persimilis ingår i släktet Calymmodon och familjen Polypodiaceae. Inga underarter finns listade.